# Биссума, Ив
Ив Биссума́ (фр. Yves Bissouma; 30 августа 1996 года, Мали) — малийский футболист, опорный полузащитник английского клуба «Тоттенхэм Хотспур» и сборной Мали.

## Карьера
Биссума — воспитанник малийского клуба «Реал Бамако». В начале 2016 года был арендован второй командой «Лилля». 7 июля 2016 года подписал свой первый профессиональный контракт с футбольный клубом «Лилль», срок контракта — три года. 20 сентября 2016 года дебютировал в Лиге 1 в поединке против «Тулузы», выйдя в стартовом составе и проведя на поле весь матч.
17 июля 2018 года Биссума перешёл в английский «Брайтон энд Хоув Альбион», подписав пятилетний контракт с клубом. Ив дебютировал за клуб в первом туре сезона 2018/19 Премьер-лиги в матче против «Уотфорда», который «чайки» проиграли со счётом 2:0, а Биссума вышел на поле со скамейки запасных. Первый выход на поле в основном составе для защитника пал на третий тур, где команда проиграла «Ливерпулю» со счётом 1:0 на «Энфилде». Однако, несмотря на поражение, фанаты «Брайтона»[кто?] похвалили игроков за качественную игру в защите, которая почти не дала моментов «Ливерпулю» у своих ворот. 25 января 2019 года Биссума забил свой первый гол за клуб в матче третьего раунда Кубка Англии, где «Брайтон» обыграл своих оппонентов по южному побережью «Борнмут» со счётом 3:1.
В составе сборной принимал участие в чемпионате африканских наций — турнире, где принимают участие только игроки африканских чемпионатов. Вместе со сборной дошёл до финала, стал автором победного гола в полуфинале.

## Скандалы
В 2021 году футболиста арестовали рано утром в ночном клубе. Потом выпустили под залог. СМИ[какие?] сообщают со ссылкой на полицию, что спортсмена подозревают в сексуальном насилии. Продолжение расследования назначено на 3 ноября. В июне 2022 года обвинения были сняты.

## Достижения
«Тоттенхэм Хотспур»
- Победитель Лиги Европы УЕФА: 2024/25